# Falkplan

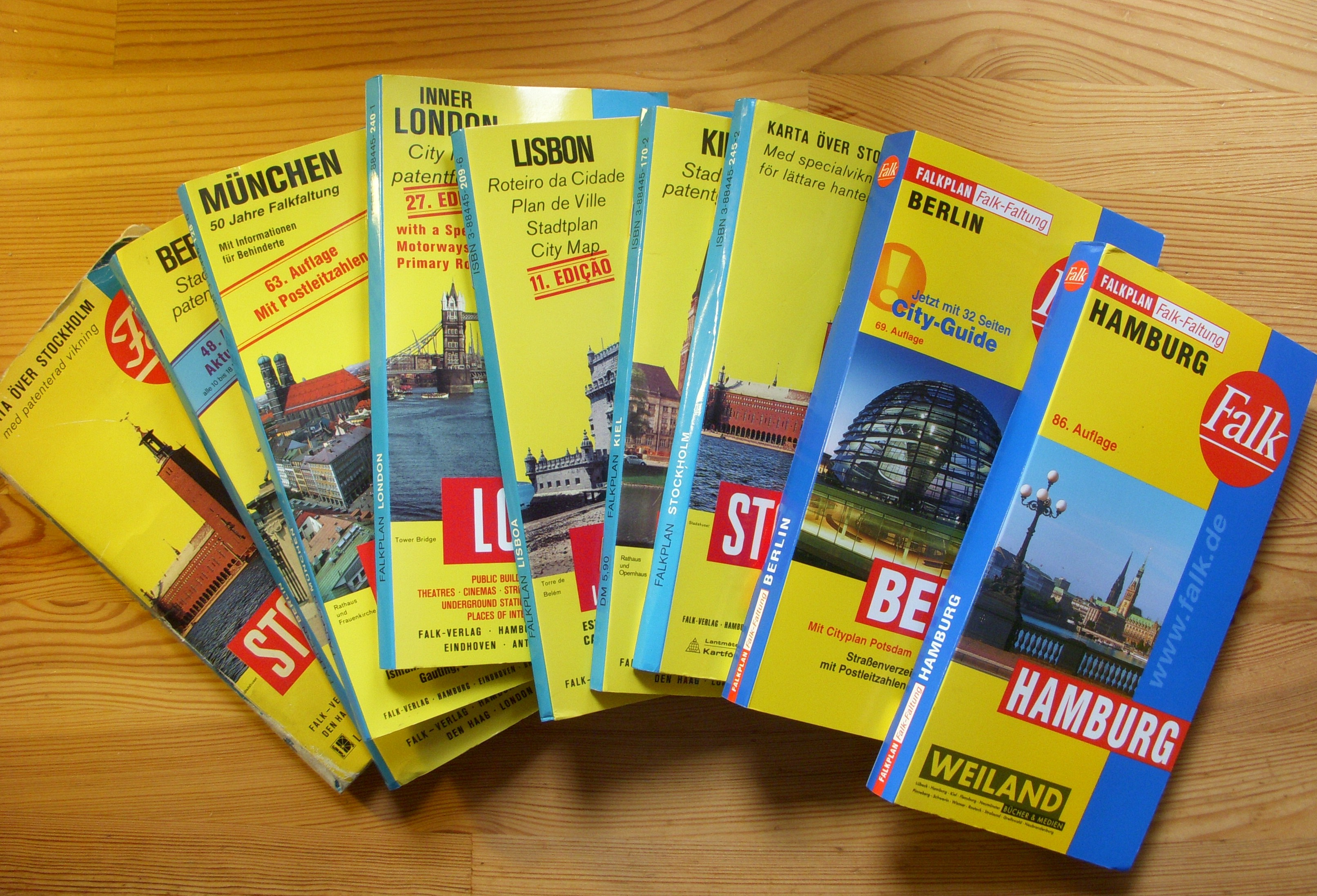
Plattegronden van Falk

Falkplan later Falk is een uitgeverij uit Eindhoven vooral bekend geworden van de uitgave van stadsplattegronden van vrijwel alle steden in Nederland en een groot aantal in het (nabije) buitenland. In 1986 werd Falkplan overgenomen door Suurland Falkplan die op zijn beurt zijn aandelen in 1990 verkocht aan Wegener Arcade dat tegenwoordig 80 procent van de markt in stadsplattegronden in bezit heeft onder de naam "Falk". Alhoewel de aandelen van het bedrijf zijn verkocht bestaat de merknaam Falkplan of Falk voor de plattegronden nog steeds.    

## Geschiedenis
In 1945 werd door Gerhard Falk in Hamburg de uitgeverij Falk-Verlag opgericht. In 1948 werden kaarten van Duitse steden uitgebracht volgens een gepatenteerd vouwsysteem. In 1949 werden de eerste buitenlandse plattegronden uitgebracht: van Amsterdam, Rotterdam, Den Haag en Rome.
In 1963 werd door Philips medewerker John Suurland, verslaggever bij het Eindhovens Dagblad, in zijn vrije tijd een gemeentegids voor Eindhoven samengesteld waarin voor de burger allerlei gegevens over de gemeente waren te vinden gevolgd door gemeentegidsen van 430 andere gemeenten. Sinds 1986 worden de Falk-kaarten in Nederland door Suurland verkocht.
In 1968 begon Suurland met de uitgave van stadsplattegronden aanvankelijk de grotere steden maar later ook kleinere en steden in het (nabije) buitenland. Tegenwoordig geeft het bedrijf stadsplattegronden van rond de driehonderd gemeenten of plaatsen uit. De gevouwen plattegrond heeft een schaal van 1:14.500 maar de aparte centrumkaart bij grote plaatsen heeft een schaal van 1:8.000. De plattegrond is op de achterzijde voorzien van een verklarend straatnaamregister. Ook zijn op de plattegronden verwijzingen naar publieke instellingen en is de lijnenloop van het plaatselijke openbaar vervoer ingetekend maar tegenwoordig worden alleen nog de trein, veren,  metro en tramlijnen ingetekend. Bij grotere steden zijn bepaalde stadsdelen of naburige plaatsen op de achterzijde in zwart-wit afgedrukt. Aan de randen van de plattegronden bevindt zich ruimte voor mededelingen maar ook is er ruimte voor reclameboodschappen. De plattegronden zijn noord-zuid uitgevoerd behalve die van Den Haag die een kwartslag is gedraaid en de kust (westen) aan de bovenkant wordt weergegeven.
De plattegronden kenden oorspronkelijk een uitgebreide editie de "Grote Falk" en een minder uitgebreide editie de "Kleine Falk" geheten. Regelmatig worden de kaarten geactualiseerd, gecorrigeerd en herdrukt door de komst van nieuwe straten, gebouwen en wijzigingen in het openbaar vervoer. Vrijwel jaarlijks komt er voor de meeste plaatsen een nieuwe druk uit maar voor sommige plaatsen vaker, zo verscheen in 1980 voor Amsterdam al de 40e druk.